# Sant’Anna di Palazzo (Nápoly)
A Sant’Anna di Palazzo egy nápolyi templom. 1572-ben Michele Lauro (nápolyi nemesember) a domokosrendieknek ajándékozta a városfalak szomszédságában található telket. A szerzetesek itt építették fel a templomot a Rózsafüzéres Madonnának szentelve a Lepantói-csata győzelmének emlékére. A 18. században többször is átalakították. A főoltár, valamint a díszítések nagy része Domenico Antonio Vaccaro műve.